# Ryczywół (gmina)
Pour les articles homonymes, voir Ryczywół.
Ryczywół est une gmina rurale du powiat de Oborniki, Grande-Pologne, dans le centre-ouest de la Pologne. Son siège est le village de Ryczywół, qui se situe environ 19 km au nord de Czarnków et 47 km au nord de la capitale régionale Poznań.
La gmina couvre une superficie de 154,54 km2 pour une population de 7 369 habitants en 2011.

## Géographie

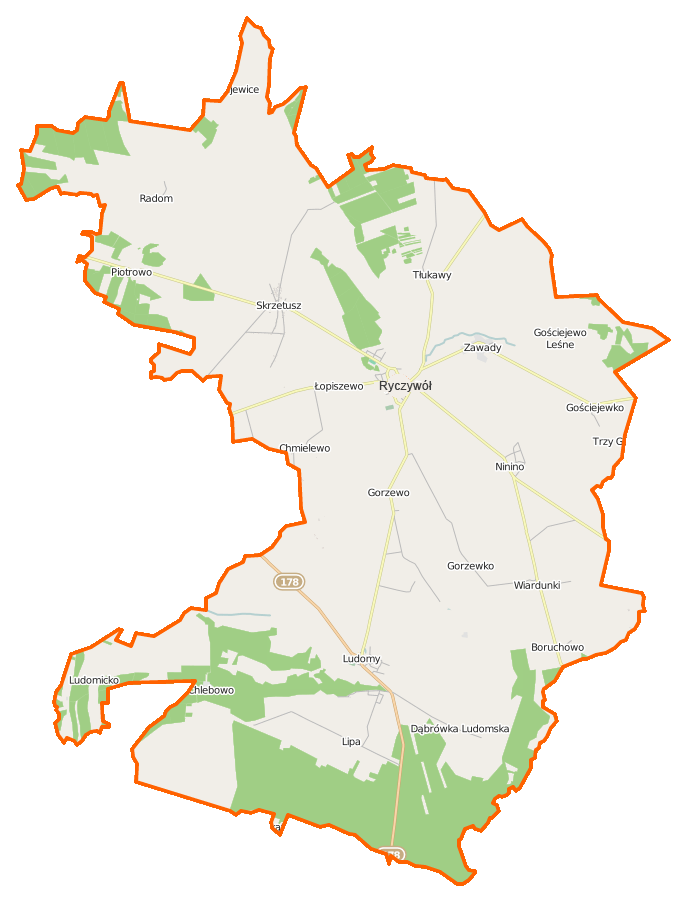
Plan de la gmina.

Outre le village de Ryczywół, la gmina inclut les villages de:
- Chlebowo
- Dąbrówka Ludomska
- Gorzewo
- Gościejewko
- Krężoły
- Lipa
- Ludomy
- Ninino
- Piotrowo
- Radom
- Skrzetusz
- Tłukawy
- Wiardunki
- Zawady

### Gminy voisines
La gmina de Ryczywół est voisine des gminy de :
- - Budzyń
  - Czarnków
  - Oborniki
  - Połajewo
  - Rogoźno

## Structure du terrain
D'après les données de 2002, la superficie de la commune de Ryczywół est de 154,54 km², répartis comme tel :
- terres agricoles : 71%
- forêts : 22%

La commune représente 21,69% de la superficie du powiat.

## Démographie
Données du 30 juin 2004 :
| description        | Total  | Total | Femmes | Femmes | Hommes | Hommes |
| ------------------ | ------ | ----- | ------ | ------ | ------ | ------ |
| Unité              | Nombre | %     | Nombre | %      | Nombre | %      |
| population         | 7 066  | 100   | 3 549  | 50,2   | 3 517  | 49,8   |
| Densité (hab./km²) | 45,7   | 45,7  | 23     | 23     | 22,8   | 22,8   |